# بحر الجبل

موقع السد في جنوب السودان

بحر الجبل أو السُّدّ (بضم السين) جزء من نهر النيل في جنوب السودان بطول 1,280 كم. يبدأ النهر مسيره من بحيرة ألبرت على الحدود بين (أوغندا وجمهورية الكونغو الديمقراطية) حيث يكون اسمه نيل ألبرت. يدخل جنوب السودان في ولاية وسط الاستوائية. وهو مستنقع متباعد الأطراف.
يمر النهر بمرحلة الشباب حتى منجلا ثم تظهر عليه علامات الشيخوخة، وتوجد في حوضه الأدني السدود النباتية التي تكونت بسبب بطء جريان المياه فيه واتساع المجرى النهري فألقت الرياح بهذه النباتات وتجمعت مشكلة سدودًا طبيعية حجزت المياه ففاضت على الجانبين مكونة مستنقعات واسعة، وهذه السدود النباتية تهدر 15 مليار متر مكعب من إيراد بحر الجبل سنويًا، ينتهي النهر عند مدينة ملكال حيث يبدأ يتحد مع بحر الغزال مشكلين النيل الأبيض مخترقاً ولاية النيل الأبيض بالسودان شمالاً لمسافة 720 كم (445 ميل).